# Christian Koruk
Christian Koruk (Ciudad de Buenos Aires, 23 de agosto de 1977) es un productor de cine argentino.  

## Biografía
Comenzó su carrera produciendo la serie televisiva  Encubiertos. En 2004 funda junto con el director Sergio Esquenazi la productora C&K Films siendo su primer proyecto el largometraje Dead Line, realizado en idioma inglés y distribuido en más de 30 países. Tras Dead Line produjo Bone Breaker (2005) también en inglés. Su primer producción en español es el film  Visitante de Invierno (2007), primer film de terror en estrenarse comercialmente en Argentina en dos décadas (cine de terror). Tras Visitante de Invierno produjo  Número 8, largometraje de corte realista, primer protagónico en cine de Diego Alonso Gómez y la modelo internacional Sofía Zámolo. En 2010 produjo Mala Praxis, largometraje en español dirigido por Gonzalo López y protagonizado por Matías Marmorato y Alejandro Fiore.

## Filmografía

### Largometrajes
- Dead Line (2004)
- Bone Breaker (2005)
- Visitante de Invierno (2007)
- Número 8 (film) (2008)
- Mala Praxis (film) (2010)

### TV
- Encubiertos (2003)